# 約翰·延森
約翰·盧德維格·威廉·瓦爾德馬爾·延森（丹麥語：Johan Ludwig William Valdemar Jensen，發音：[johan jɛnsən]，1859年5月8日—1925年3月5日），是丹麥數學家和工程師。1892年至1903年，他是丹麥數學學會的主席。
琴生在丹麦的纳克斯考出生。由于父亲在瑞典得到了一份地产经理的工作，琴生在瑞典度过了大部分童年时光。在1876年前，当琴生在丹麦理工大学就读时，他们家返回了丹麦。虽然他在大学的许多学科学习过数学，甚至还发表了一篇数学研究论文，并在随后自学了高等数学，他并没有任何相关的学位。在1881至1924年间，他成为了哥本哈根电话公司的一名成功的工程师，并在1890年成为了技术部门的领导。他所有的数学研究都是利用业余时间完成的。
延森最知名的是他的延森不等式。1915年延森也證明了存在無窮多個非正則素数。

## 外部連結
- 約翰·延森的簡短生平（英） （页面存档备份，存于）